# イタパリカの戦い
イタパリカの戦い（イタパリカのたたかい、ポルトガル語: Batalha de Itaparica）はブラジル独立戦争中の1823年1月7日から9日にかけてバイーア州で戦われた、ブラジル帝国とポルトガル王国の間の戦闘。